# VOMA
 (septembre 2022).
VOMA (arménien : Ողջ մնալու արվեստ, soit « L'art de la survie ») est une organisation non gouvernementale arménienne née en 2014, créée par un groupe de militaires professionnels et d'anciens combattants qui ont annoncé leur objectif de développer une société capable de se défendre en temps de guerre.
L'idée principale de l'organisation VOMA est que la formation de réservistes, de recrues et de volontaires d'Arménie et de la diaspora arménienne aidera à créer un État plus puissant et à devenir une meilleure armée de réserve. L'organisation organise des cours pour les personnes à partir de 16 ans.
Les cours couvrent un certain nombre de domaines : entraînement aux armes à feu, tir à l'arc, l'entraînement à la survie, le combat rapproché, le Wing Chun, le lancer de couteau, l'escalade, la biologie appliquée, la formation aux premiers secours et aux traitements médicaux, à la cartographie, la psychologie et à l'interrogatoire.
Cette organisation est dirigée par son fondateur Vova Vartanov, ancien officier de renseignement vétéran de la première guerre du Haut-Karabagh.

## Idéologie

### Concept Nation-Armée
Selon le site Web de VOMA, le but du concept d'armée-nation et l'un des principaux objectifs de VOMA est de créer une armée de réserve composée de 300000 à 800 000 personnes formées, ce qui aidera à combler les pertes subies par l'armée principale pendant opérations de combat, ainsi que l'occasion de mener des opérations de contre-offensive.

## Conflit frontalier au Haut-Karabagh

### Guerre de 2020 au Haut-Karabagh
En septembre 2020, pendant la guerre du Haut-Karabakh, VOMA mène des activités militaires non seulement en participant à de véritables opérations de combat, mais aussi en préparant des groupes de volontaires. Immédiatement après le début de la guerre, la formation du bataillon VOMA a commencé sur la base de l'Armée de défense d'Artsakh, qui s'est déplacée en Artsakh le 29 septembre 2020. Le bataillon VOMA a été chargé de protéger les villages de Karvachar, Karmir Shouka et Taghavard à Martouni.

### Conflit arméno-azerbaïdjanais de septembre 2022
En septembre 2022, une nouvelle attaque de l’Azerbaïdjan contre l'Arménie provoque deux jours d'échanges de tirs et bombardements, faisant près de 300 morts dans les deux camps. Depuis lors, les civils arméniens sans formation militaire sont de plus en plus nombreux à vouloir s'entraîner avec Voma pour défendre leur pays face à l'Azerbaïdjan. Plusieurs centaines de demandes d’inscription à ces formations sont arrivées en quelques jours, si bien que certaines ont été refusées. Deux mois plus tard, sur les milliers d'élèves suivant les stages de VOMA, plus de la moitié sont des femmes.